# 文明塔 (肇庆市)
23°01′30″N 112°27′53″E / 23.02500°N 112.46472°E
文明塔位于广东省肇庆市高要区，明万历十六年（1588年）由肇庆知府郑一麟为振兴文风而建。因与肇庆府学宫文明门隔江相对，故名文明塔；又因建在镇塘岗，俗称镇塘塔。1989年6月被公布为第三批广东省文物保护单位。
该塔为楼阁式六角形砖石塔，高45米；塔基用石砌成，塔刹用铁铸成。外观共有7层，首层边长6.8米，墙厚3.98米。除第七层开2门外，其余开4门。塔内又分13层，除13层开1门外，其余开2门。逢偶数层开上落门，奇数层开平门。底层南北对开一平门；西北面开一上落门，可循级壁绕平座盘旋登上顶层。塔身用青砖铺砌，中为泥浆粘砌，外表用灰浆砌缝，白纸筋石灰批荡。各层以菱角牙子砖与线砖相隔叠涩出檐。
1986年和1996年两次维修该塔。